# Ernie Haase & Signature Sound

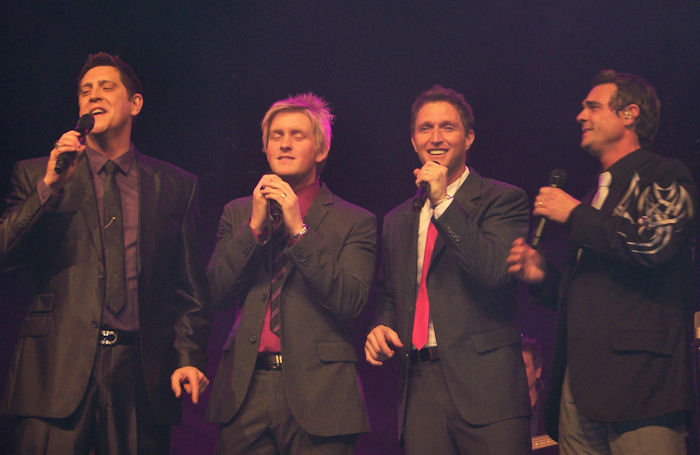
Tijdens een optreden in Apeldoorn (2010)

Ernie Haase & Signature Sound is een Amerikaans southern-gospel-kwartet.

## Muzikale carrière
De groep werd in 2002 opgericht door Ernie Haase, voorheen tenor bij het Cathedral Quartet, en pianist Garry Jones. Er werden drie zangers bij gevonden (Shane Dunlap, Doug Anderson en Tim Duncan), waarna het kwartet aan de slag ging onder de naam Signature Sound. De groep zingt close harmony met een moderne inslag.
De naam Signature Sound werd al vaker gebruikt in de muziekwereld. Om verwarring te voorkomen veranderde de groep in 2004 haar naam naar Ernie Haase & Signature Sound. De mannen dat jaar bij de Gaither Music Group en doen sindsdien geregeld mee aan de Gaither Homecoming-tours en dvd's. In 2007 volgde een serie concerten samen met de Gaither Vocal Band, onder leiding van Bill Gaither.
Met name door de uitzendingen van de Gaither Homecomingserie door Family7 kreeg de band meer bekendheid in Nederland. Sinds 2008 geven ze ook geregeld concerten in Nederland en de rest van Europa. In 2009 werd Devin McGlamery lid van de groep, in plaats van Ryan Seaton. In 2011 verliet Tim Duncan Signature Sound, hij werd opgevolgd door Ian Owens.

### Erkenning
De groep won een aantal Dove Awards. In 2008 ontvingen ze twee prijzen voor Get Away Jordan in de categorie van Southern Gospel Recorded Song of the Year en Southern Gospel Album of the Year. In 2009 won het lied Reason Enough (van de cd Dream on) een prijs in de categorie Southern Gospel Recorded Song.

## Bezetting

### Leden
- Ernie Haase, tenor (2002-heden); Haase (1964) zingt professioneel van 1986. Hij was tenor bij het Cathedral Quartet ('the Cathedrals') van 1990 tot 1999. Vervolgens begon hij een solocarrière. Van 2000 tot 2003 vormde hij met Jake Hess, Wesley Pritchard en zijn schoonvader George Younce het Old Friends Quartet. In 2002 richtte hij Signature Sound op. Younce was 2003-2005 gastzanger bij de groep.
- Dustin Doyle, bariton (2015-heden); opvolger van Anderson.
- Paul Harkey, (bas) (2012-heden)
- Devin McGlamery, leadzanger (2009-heden); McGlamery (1982) zong eerder met Dixie Melody Boys en Karen Peck & New River. Kwam bij de groep als opvolger van Ryan Seaton in december 2009. Maakte op 15 januari 2010 zijn debuut in Cincinnati.

### Oud-leden
- Doug Anderson, bariton (2002-2015); Anderson zong bij het gospelkwartet Lighthouse. Door een gezamenlijk optreden van Ligthouse en de Cathedrals leerde hij Haase kennen. In 2015 verliet hij de groep om te gaan werken aan een persoonlijke carrière.
- Tim Duncan, bas (2002-2011)
- Shane Dunlap, leadzanger (2002-2003)
- Ian Owens, bas (2011-2012) Hij verving in januari 2011 Tim Duncan.
- Wesley Pritchard, leadzanger (2003) in de tijd dat de groep op zoek ging naar een vervanger voor Dunlap.
- Ryan Seaton, leadzanger (2003-2009)

Seaton (1979) zong op de highschool al in een closeharmonygroep en zong nadien mee met onder meer het Melody Boys Quartet. Leerde Haase kennen toen die nog bij het Cathedral Quartet zong en werd door hem gevraagd voor Signature Sound nadat Dunlap de groep had verlaten.

## Discografie
- Stand by Me (2002)
- Building a Bridge (2003)
- Glory to His Name (2003)
- The Ground is Level (2004)
- Great Love (2004)
- Christmas with Ernie Haase & Signature Sound (2004)
- Stand by Me: Live (2005)
- Self Titled (2005)
- Get Away, Jordan (2007)
- Together (2007), gezamenlijk project met de Gaither Vocal Band
- Dream On (2008)
- Influenced: A Vintage Quartet Session (2008)
- Every light that shines at Christmas (2009)
- Influenced: Spirituals & Southern classics (2010)
- A Tribute to The Cathedral Quartet (2010)
- George Younce with Ernie Haase & Signature Sound (2011)
- A White Christmas (2011)
- California Live - Vol.1 (2012)
- California Live - Vol.2 (2012)
- Here We Are Again (2012)
- Glorious Day (2013)
- Christmas Live! (2013)
- Oh, What A Savior (2014)
- The Inspiration of Broadway (2015)
- Happy People (2015)
- The Favorite Hymns of Fanny Crosby (2016)
- Clear Skies (2018)
- A Jazzy Little Christmas (2019)